# Sierra Nevada (Estados Unidos)
Sierra Nevada es una cordillera ubicada en su mayor parte en el estado de California, Estados Unidos, y en menor parte (la cordillera Carson), penetra en el estado de Nevada. Informalmente se la conoce también en inglés por los nombres de The Sierra o The Sierras, y su nombre español se debe a que fue descrita por primera vez por el sacerdote Pedro Font en abril de 1776, durante la segunda expedición de Juan Bautista de Anza en la región. El nombre Sierra Nevada fue usado por primera vez por  Juan Rodríguez Cabrillo en 1542 para describir  la sierra de manera genérica más allá de la costa del Océano Pacífico.
La cordillera mide 650 kilómetros de longitud comprendidos entre el paso Fredonyer, al norte, y el Tehachapi al sur, y aproximadamente 110 km (70 millas) en sentido de este a oeste. Se encuentra flanqueada por el Valle Central de California al oeste y la meseta volcánica de la Gran Cuenca al este.
Los picos más altos de Sierra Nevada son:
- Monte Whitney con 4.421 metros.[3]
- Monte Humpfryes con 4265 metros.
- Monte Lyell con metros 3999 metros.
- Pico Freel con 3318  metros.

La Sierra alberga tres parques nacionales, veinte áreas salvajes (wilderness), y dos monumentos nacionales. Estas áreas incluyen el Parque nacional de Yosemite, el Parque nacional de las Secuoyas,  el Parque nacional Cañón de los Reyes,el Bosque nacional Sierra , el Monumento Nacional de la Secuoya Gigante, el Bosque Nacional Secuoyas y el Monumento Nacional de Devils Postpile.

Localización de la Sierra Nevada en California.

## Historia geológica

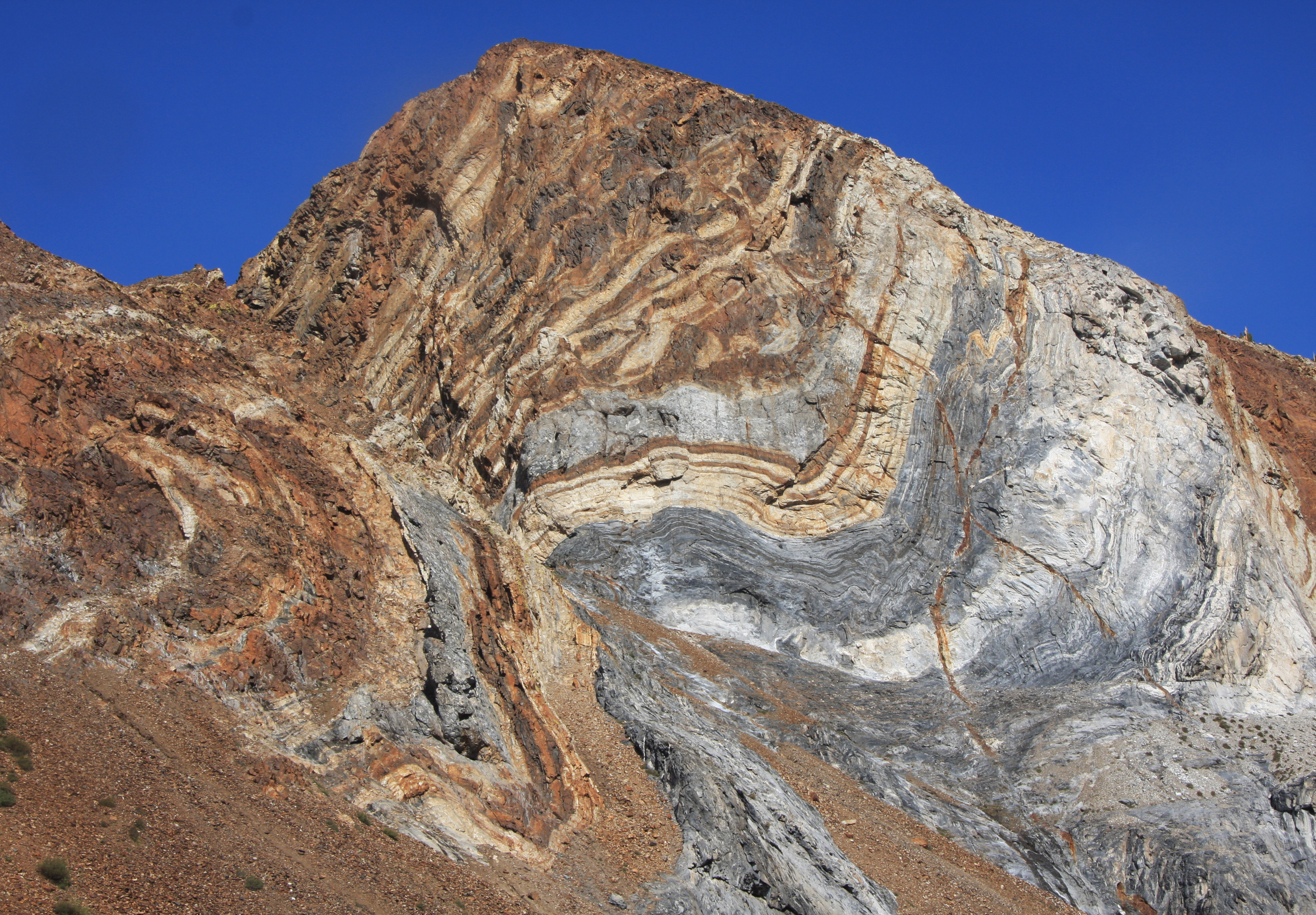
El acantilado de Sevehah, cerca de Convict Lake, muestra roca del Devónico severamente deformada.

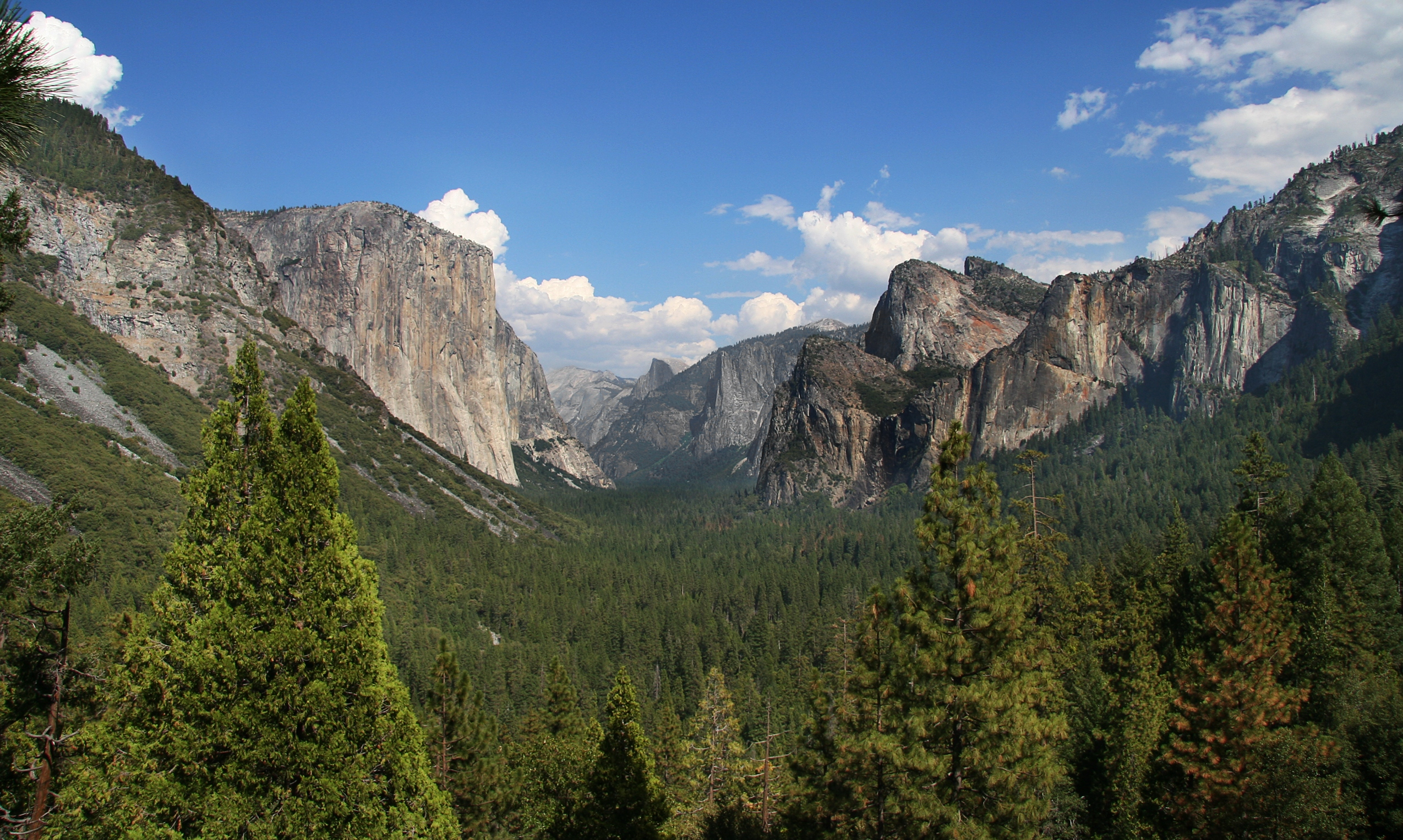
El Valle de Yosemite en el Parque Nacional de Yosemite fue esculpido por los glaciares.

Las rocas más antiguas de Sierra Nevada son metamórficas de edad Paleozoica, siendo las más antiguas rocas metasedimentarias del Cámbrico en la región del Monte Morrison. Estos hornfels de color oscuro, pizarras, mármoles, y esquistos se encuentran en las estribaciones occidentales (especialmente alrededor de Coarsegold, al oeste del paso de Tehachapi) y al este de la Sierra Crest. El granito más antiguo de la Sierra comenzó a formarse en el período Triásico. Este granito se encuentra principalmente al este de la cresta y al norte de 37,2°N. En el Triásico y hasta el Jurásico, un arco insular colisionó con la costa oeste de Norteamérica y levantó una cadena de volcanes, en un suceso denominado orogenia nevadense. Casi todos los volcanes subaéreos del Arco de Sierran han desaparecido desde entonces; sus restos fueron redepositados durante la Secuencia del Gran Valle y el subsiguiente relleno Cenozoico del Gran Valle, que es la fuente de gran parte de la roca sedimentaria de California.
En el Cretácico, se formó una zona de subducción en el borde del continente. Esto significa que una placa oceánica comenzó a sumergirse bajo la placa norteamericana. El magma, formado a través de la subducción de la antigua Placa de Farallón, se elevó en penachos (plutones) en las profundidades del subsuelo, su masa combinada formó lo que se denomina el batolito de Sierra Nevada. Estos plutones se formaron en distintas épocas, desde 115 Ma hasta 87 Ma. Los primeros plutones se formaron en la mitad occidental de la Sierra, mientras que los últimos se formaron en la mitad oriental. La Sierra Nevada formó el margen occidental de una alta meseta al este, el Nevadaplano.
Hace veinte millones de años, la extensión de la corteza terrestre asociada a la Provincia geológica de Basin and Range provocó un extenso vulcanismo en la Sierra. Alrededor de 10 Ma, Sierra Nevada comenzó a formarse cuando un bloque de corteza entre la Cordillera de la Costa y la Provincia geológica de Basin and Range comenzó a inclinarse hacia el oeste a medida que el calor de la extensión de la Cuenca y la Cordillera adelgazó la parte oriental del bloque, haciéndola más flotante que la parte occidental del bloque. Los ríos empezaron a abrir profundos cañones a ambos lados de la cordillera. La lava rellenó algunos de estos cañones, que posteriormente se han erosionado dejando montañas de mesa que siguen los antiguos cauces fluviales.
Alrededor de 2,5 Ma, el clima de la Tierra se enfrió y comenzaron las edades de hielo. Los glaciares excavaron cañones característicos en forma de U por toda la Sierra. La combinación de la erosión fluvial y glaciar dejó al descubierto las partes superiores de los plutones que se habían emplazado millones de años antes, dejando sólo un remanente de roca metamórfica en la cima de algunos picos de la Sierra.
El levantamiento de Sierra Nevada continúa en la actualidad, especialmente a lo largo de su vertiente oriental. Este levantamiento provoca grandes terremotos, como el terremoto de Lone Pine de 1872.

## Características notables

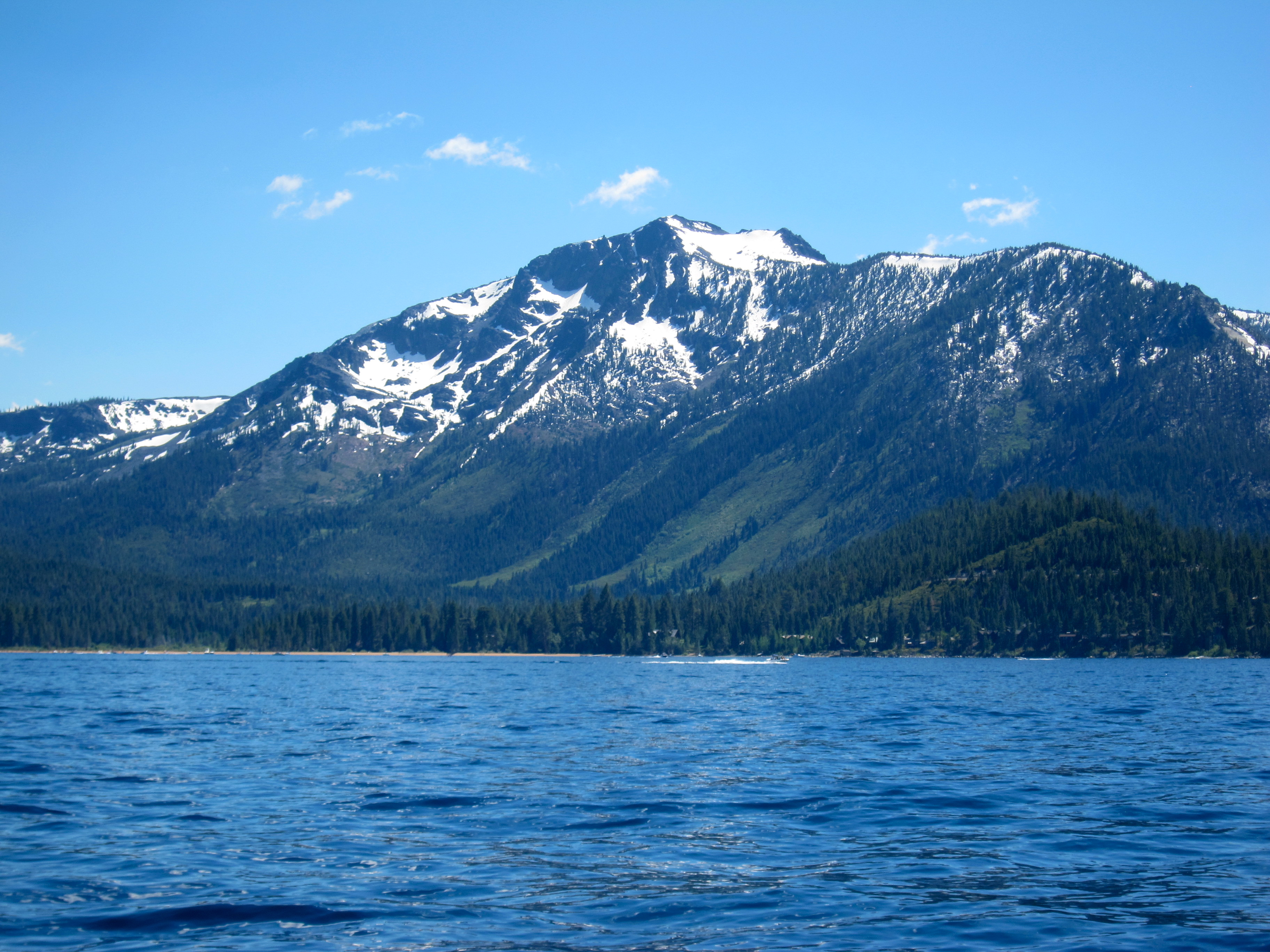
Monte Tallac sobre el Lago Tahoe.

Hay varios accidentes geográficos notables en Sierra Nevada:
- Lago Tahoe es un gran lago de agua dulce en el norte de Sierra Nevada, con una elevación de 6225 pies (1897,4 m) y una superficie de 191 mi² (494,7 km²).[15] El lago Tahoe se encuentra entre la Sierra principal y la cordillera Carson, una estribación de la Sierra.[15]
- Valle Hetch Hetchy, Valle Yosemite, Cañón de los Reyes, y Cañón de Kern son ejemplos de muchos cañones de origen glaciar en el lado oeste de la Sierra.
- El Parque Nacional de Yosemite está repleto de características notables como cascadas, domos de granito, altas montañas, lagos y praderas.
- Los bosques de secuoyas gigantes Sequoiadendron giganteum se encuentran a lo largo de una estrecha franja de altitud en el lado occidental de Sierra Nevada. Las secuoyas gigantes son los árboles más grandes del mundo.[16]
- Dos de los ríos más caudalosos de California, que forman el Valle Central y desembocan en la Bahía de San Francisco, derivan la mayor parte de su caudal de las laderas occidentales de Sierra Nevada. El septentrional de los dos es el río Sacramento (que también drena las adyacentes cordillera de las Cascadas y cordillera Klamath); el meridional es el río San Joaquín.

## Relevancia
La Sierra Nevada ha desempeñado un papel importante en la historia de California y los Estados Unidos. 

### Nativos Americanos
Las excavaciones arqueológicas colocaron al pueblo manis de los paleoindios en el centro norte de Sierra Nevada durante el período de 3000 a. C. a 500 d. C. Los primeros pueblos indígenas sustentadores identificados en Sierra Nevada fueron las tribus Paiute del Norte en el lado este, con la tribu Mono y la tribu Sierra Miwok en el lado occidental, y las tribus Kawaiisu y Tübatulabal en la Sierra sur. Hoy en día, algunos senderos históricos de rutas comerciales intertribales sobre pasos de montaña son lugares conocidos de artefactos, como Duck Pass con sus puntas de flecha de obsidiana. Las tribus nativas americanas de California y Sierra eran predominantemente pacíficas, con disputas territoriales ocasionales entre las tribus Paiute y Sierra Miwok en las montañas. Washo y Maidu también estaban en esta área antes de la era de la exploración y el desplazamiento europeos.

### Exploración inicial europeo-estadounidense
La exploración estadounidense de la cordillera comenzó en 1827. Aunque antes de la década de 1820 había misiones, pueblos, presidios y ranchos españoles a lo largo de la costa de California, ningún explorador español visitó Sierra Nevada. Los primeros estadounidenses en visitar las montañas estaban entre un grupo liderado por el cazador de pieles Jedediah Smith, que cruzó al norte del área de Yosemite en mayo de 1827, en Ebbetts Pass.
En 1833, un subgrupo de la Expedición Bonneville dirigida por Joseph Reddeford Walker fue enviado hacia el oeste para encontrar una ruta terrestre a California . Finalmente, el grupo descubrió una ruta a lo largo del río Humboldt a través de la actual Nevada , ascendiendo por la Sierra Nevada, comenzando cerca de la actual Bridgeport y descendiendo entre el drenaje del río Tuolumne y Merced. El grupo pudo haber sido el primer pueblo no indígena en ver el Valle de Yosemite. El Partido Walker probablemente visitó Tuolumne o Merced Groves de secuoyas gigantes., convirtiéndose en el primer pueblo no indígena en ver los árboles gigantes,  pero las revistas relacionadas con el partido Walker fueron destruidas en 1839, en un incendio en una imprenta en Filadelfia. 
En el invierno de 1844, el teniente John C. Frémont, acompañado por Kit Carson, fue el primer estadounidense en ver el lago Tahoe. El grupo de Frémont acampó a 2450 m.

### Fiebre del Oro
La fiebre del oro de California ocurrió en las estribaciones occidentales de esta sierra entre 1848 y 1855. Debido a su inaccesibilidad, la sierra no fue completamente explorada hasta 1912.

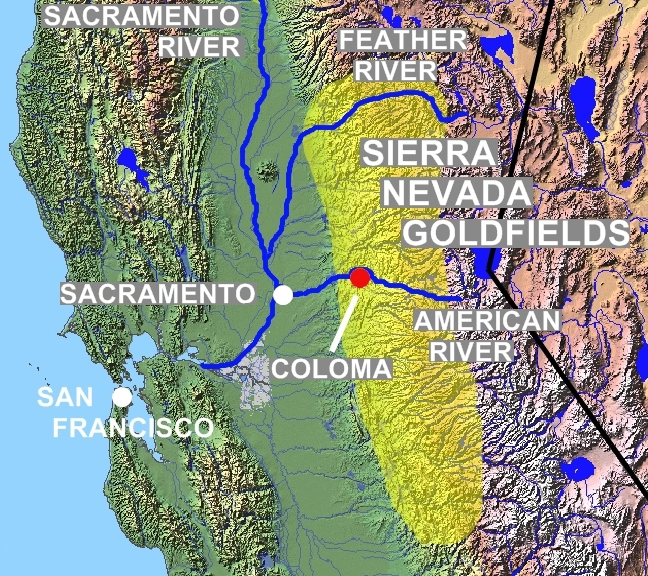
Mapa de la localización de la fiebre del oro.

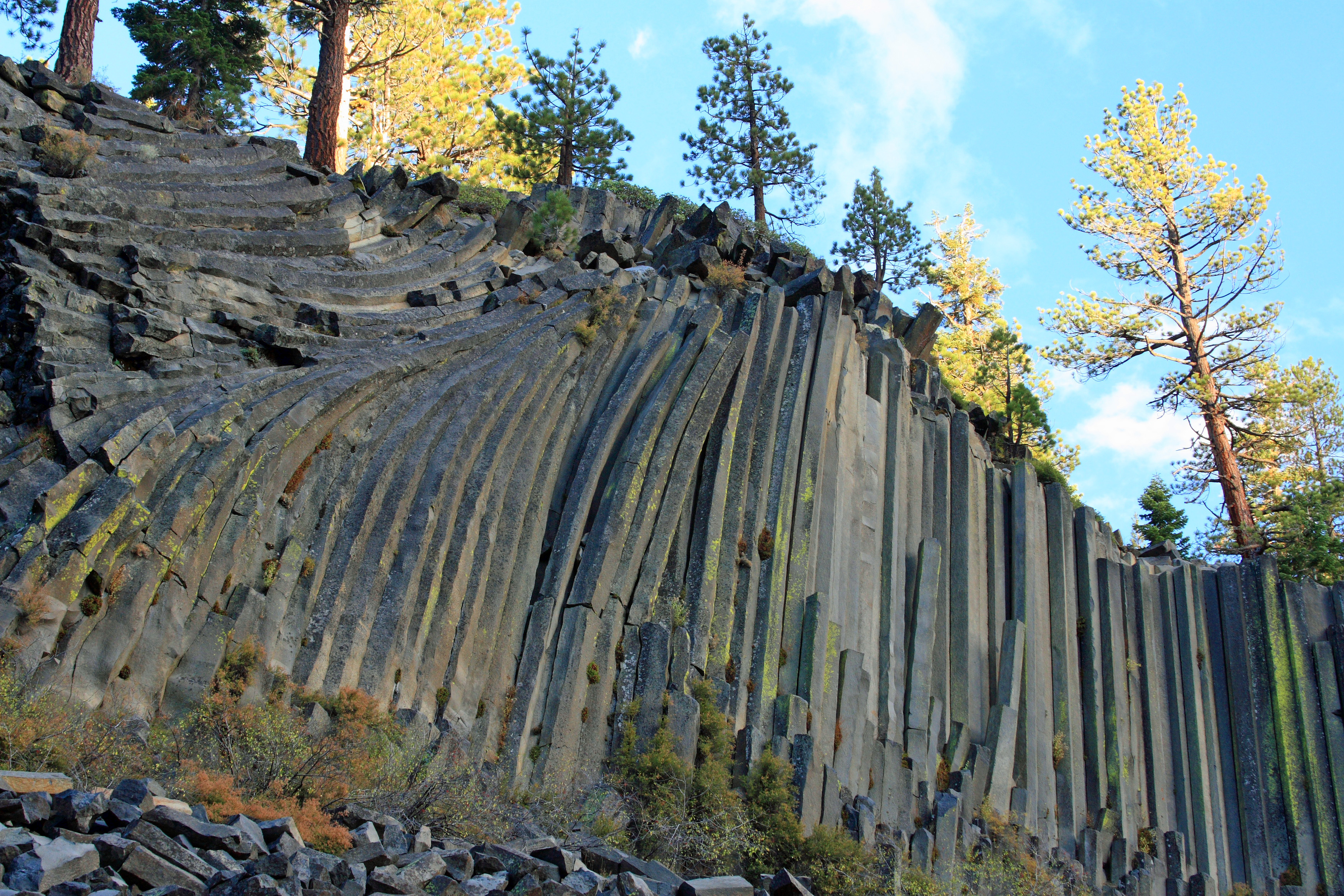
El Monumento Nacional Devils Postpile, formación basáltica peculiar.

## Ecología

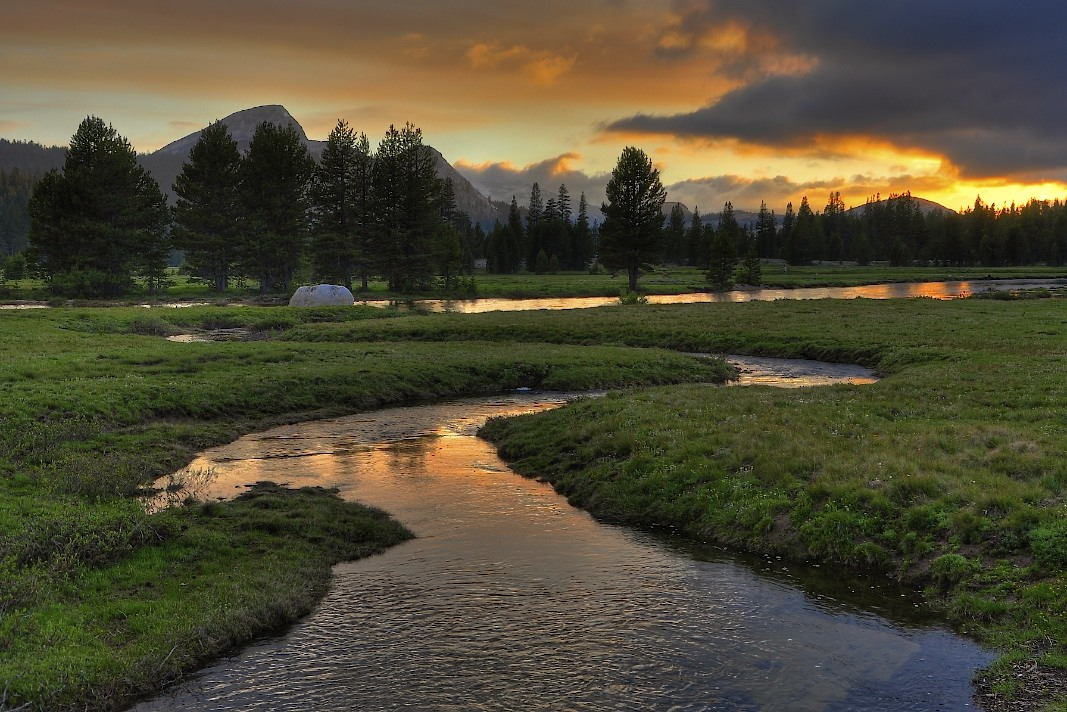
Tuolumne Meadows es un ejemplo de la pradera subalpina en la Sierra.

Sierra Nevada está dividida en una serie de zonas bióticas, cada una de las cuales está definida por su clima y sustenta una serie de especies interdependientes. La vida en las zonas de mayor altitud se adaptó a un clima más frío y a que la mayor parte de las precipitaciones cayeran en forma de nieve. La sombra orográfica de la Sierra hace que la vertiente oriental sea más cálida y seca: cada zona de vida es más alta en el este. A continuación se presenta una lista de zonas bióticas, y las elevaciones correspondientes:
- La zona del faldeo de Sierra Nevada, 1000-2500 pies (304,8-762 m),[9]: 92  con pastizales, sabana de roble-hierba y bosque de chaparral-roble.[22] El pino gris (también conocido como pino de Foothill) se entremezcla con el robledal.[9]: 95
- El bosque de pino piñonero y enebro, 5000-7000 pies (1524,0-2133,6 m) sólo en el lado este.[9]: 92
- El bosque montano bajo de Sierra Nevada (especie típicas: pino Ponderosa, pino de Jeffrey), 2500-7000 pies (762-2133,6 m) lado oeste, 7000-9000 pies (2133,6-2743,2 m) lado este.[9]: 92  Esta zona biótica destaca por contener secuoya gigante.
- El bosque montano superior de Sierra Nevada (especies típicas: pino contorta, abeto rojo) 7000-9000 pies (2133,6-2743,2 m) lado oeste, 9000-10 500 pies (2743,2-3200,4 m) lado este.[9]: 92
- La zona subalpina de Sierra Nevada (especies típicas: pino de corteza blanca)[23] 9000-10 500 pies (2743,2-3200,4 m) lado oeste, 10 500-11 500 pies (3200,4-3505,2 m) lado este[9]: 92
- La región alpina a más de 10 500 pies (3200,4 m), y a más de 11 500 pies (3505,2 m) lado este.[9]: 92